# Toxoderopsis taurus
Toxoderopsis taurus är en bönsyrseart som beskrevs av Wood-mason 1889. Toxoderopsis taurus ingår i släktet Toxoderopsis och familjen Toxoderidae. Inga underarter finns listade i Catalogue of Life.